# Chiesa di San Giulio (Cittiglio)
La chiesa di San Giulio è la parrocchiale di Cittiglio, in provincia di Varese e diocesi di Como; fa parte del vicariato di Cittiglio.

## Storia
L'esistenza di una curazia a Cittiglio è attestata per la prima volta in un atto datato 2 giugno 1235 e riguardante degli appezzamenti di terra a beneficio della collegiata di San Lorenzo Martire di Canonica di Cuveglio.
L'originaria parrocchiale era la chiesa di San Biagio e solo in un secondo momento il titolo fu traslato nella chiesa di San Giulio, più ampia e più degna.
Dalle relazioni delle visite pastorali dei vescovi Gianantonio Volpi e Feliciano Ninguarda, effettuate rispettivamente nel 1571 e nel 1592, si apprende che questo luogo di culto si componeva di tre navate, ognuna dotata di un altare, ma che al contempo versava in cattive condizioni.
In paese esisteva anche un'altra chiesa, dedicata a santa Maria, che fu ricostruita nel XVII secolo: nel 1627 i lavori risultavano ancora in corso, mentre nel 1643 erano stati ultimati.
Questa chiesa viene descritta nel 1702 dal vescovo di Como Francesco Bonesana come "di forma elegante, fatta a volta, bene illuminata, recentemente decorata, così che presenta in ogni sua parte la magnificenza e il decoro".
Il 16 dicembre 1788, con decreto del vescovo Giambattista Muggiasca, la chiesa di Santa Maria assunse il titolo di parrocchiale, mentre la chiesa di San Giulio fu sconsacrata ed alienata; nel 1892 il vescovo Andrea Carlo Ferrari, durante la sua visita, annotò che il numero dei fedeli era pari a 1627 e che nella parrocchiale, da cui dipendevano gli oratori di San Biagio, di Sant'Antonio e di San Carlo, avevano sede la confraternita del Santissimo Sacramento e le due società del Carmelo e del Rosario Perpetuo.
Nel 1907 la facciata della chiesa venne risistemata su disegno dell'architetto Luca Beltrami e, intorno al 1925, si procedette al restauro dell'altare maggiore.

La parrocchia entrò a far parte nel 1969 del vicariato di Canonica, per poi passare nel 1984 a quello delle Valli Varesine; successivamente, con un'ulteriore riorganizzazione territoriale della diocesi, confluì nel vicariato di Cittiglio. 

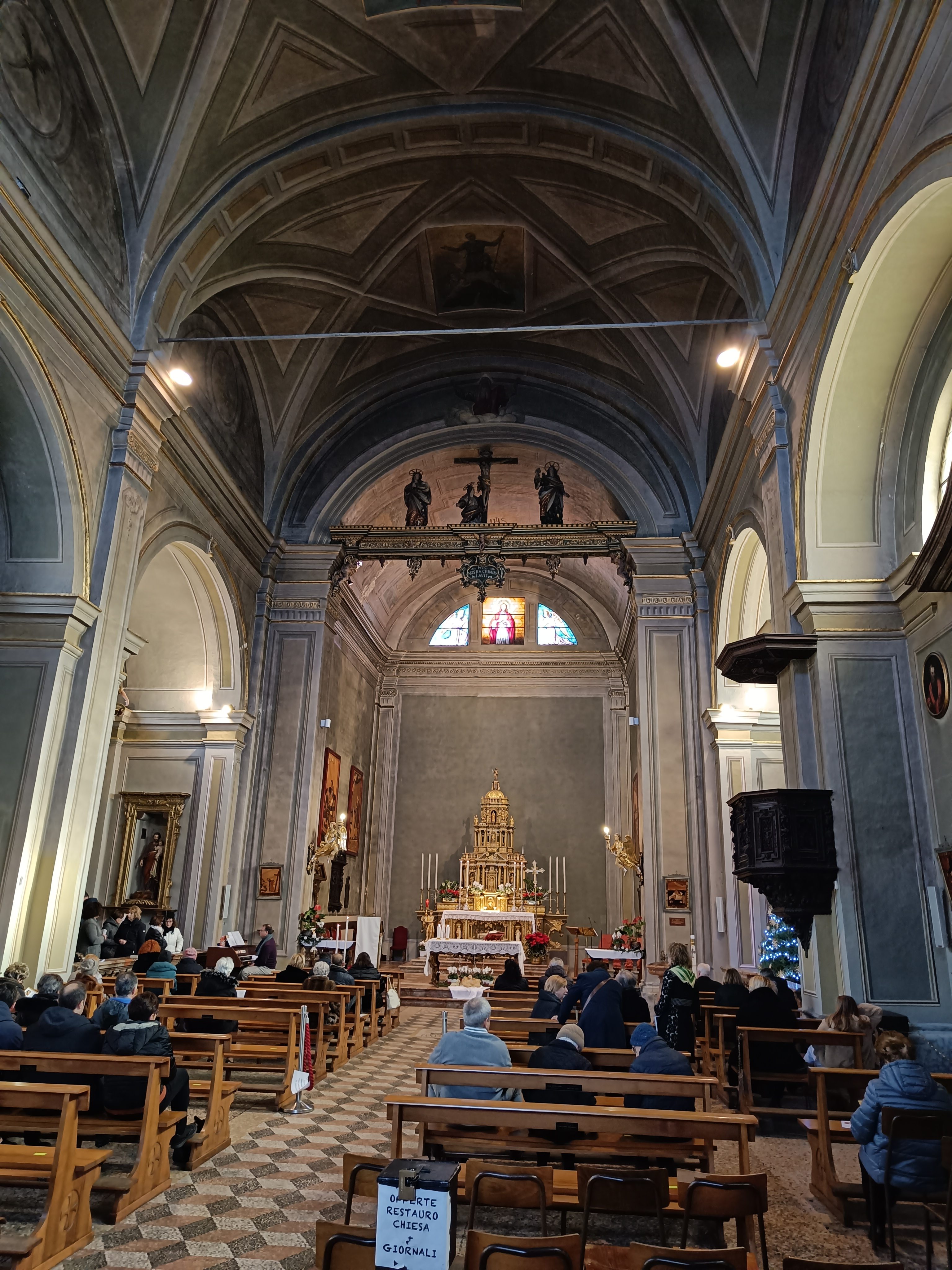
L'interno

## Descrizione

### Facciata
La facciata a capanna della chiesa, rivolta a occidente e anticipata dal pronao mistilineo le cui colonne sorreggono archi a tutto sesto, è scandita da lesene angolari, presenta al centro il portale d'ingresso e sopra una finestra termale ed è coronata dal timpano di forma triangolare.
Annesso alla parrocchiale è il campanile a base quadrata, abbellito da lesene angolari; la cella presenta una monofora per lato ed è coronata dalla cupola poggiante sul tamburo.

### Interno

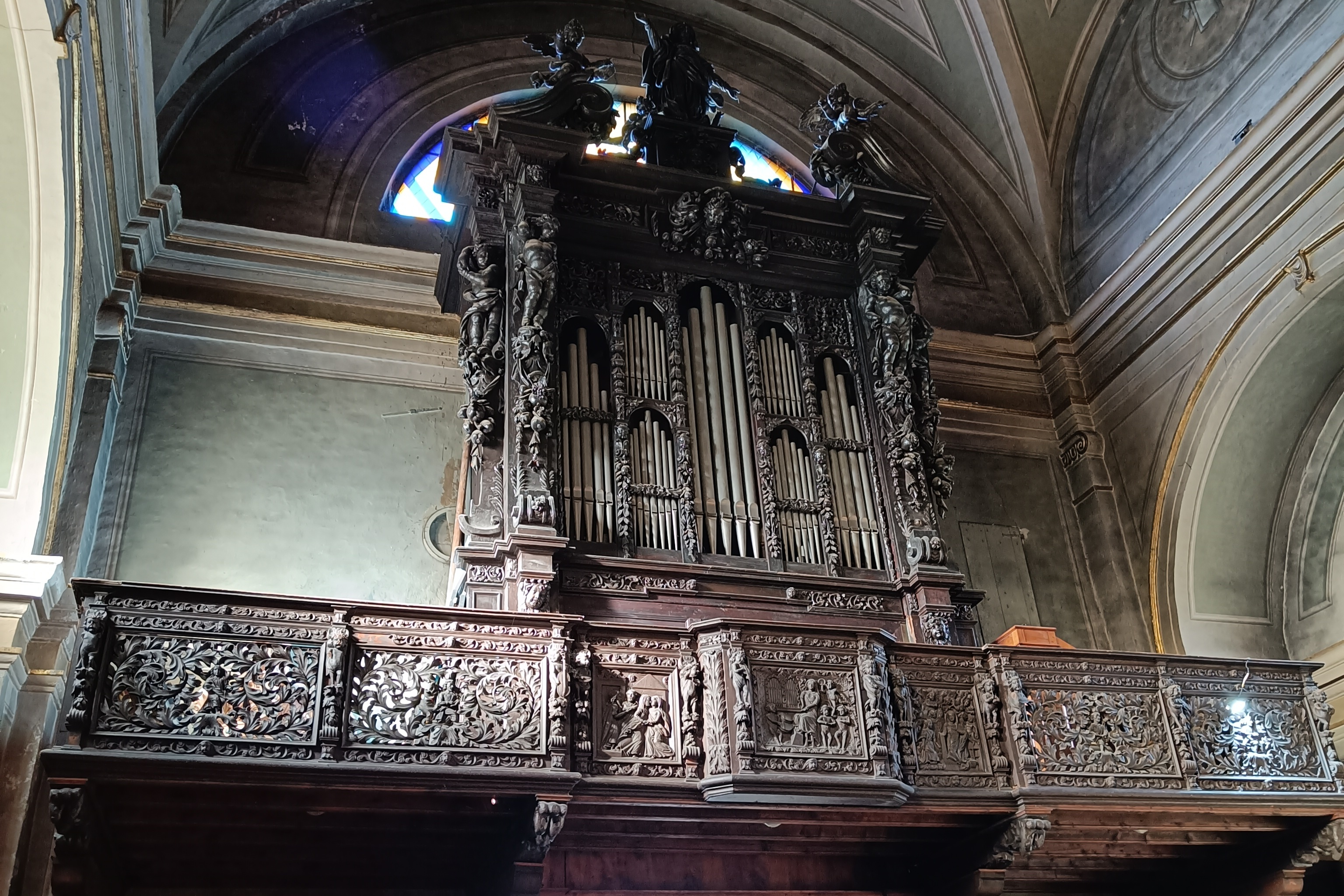
cassa d’organo, Bernardino Castelli da Velate

L'interno dell'edificio si compone di un'unica navata, sulla quale si affacciano le cappelle laterali, introdotte da archi a tutto sesto, e le cui pareti sono scandite da paraste sorreggenti la trabeazione modanata e aggettante sopra la quale si impostano le volte; al termine dell'aula si sviluppa il presbiterio, rialzato di alcuni gradini, ospitante l'altare maggiore e chiuso dalla parete di fondo piatta.
Di particolare valore artistico sono le sculture lignee dello lo scultore Bernardino Castelli di Velate, attivo tra la fine del Seicento e l'inizio del Settecento. A lui è attribuito il pulpito del 1702, le cui formelle intagliate sono ispirate ai Vangeli Apocrifi: la presentazione al tempio di Gesù, lo sposalizio e la presentazione al tempio della Vergine, e  la monumentale cassa d’organo (1702-1713).